# Do You Remember (singel Jaya Seana)
Do You Remember – drugi singiel brytyjskiego wokalisty Jaya Seana z albumu All or Nothing. Piosenka nagrana została we wrześniu 2009 w duecie z Seanem P oraz Lilem Jonem. Na dodatek nagrano ją w dwóch wersjach: pierwsza, gdzie śpiewa Jay Sean i Sean Paul, a druga wersja jest już z udziałem wszystkich trzech wykonawców. Po raz pierwszy wydano singiel w Stanach Zjednoczonych 20 października 2009 jako airplay. W listopadzie w formacie digital w USA i Kanadzie. 22 lutego 2010 piosenka będzie wydana w Wielkiej Brytanii.

## Teledysk
Zdjęcia do teledysku rozpoczęto 11 listopada 2009 roku w Los Angeles. Reżyserem teledysku był Gil Green. W klipie, oprócz Seana Paula oraz Lila Jona, wystąpili także: DJ Paul, Tyga, Birdman i Kevin Rudolf.

## Sprzedaż i  certyfikaty
| Pozycja (Sprzedaż tygodniowa) | 35 (60,000) | 30 (70,000) | 26 (79,000) | 16 (167,000) | 15 (131,000) | 18 (104,000) | 20 (105,000) | 18 (115,000) |    |    |
| Sprzedaż całkowita            | 60,000+     | 130,000+    | 209,000+    | 376,000+     | 507,000+     | 611,000+     | 716,000+     | 831,000+     |    |    |
| Tydzień                       | 11          | 12          | 13          | 14           | 15           | 16           | 17           | 18           | 19 | 20 |
| Pozycja (Sprzedaż tygodniowa) |             |             |             |              |              |              |              |              |    |    |
| Sprzedaż całkowita            |             |             |             |              |              |              |              |              |    |    |

| Miejsce           | Certyfikat |
| ----------------- | ---------- |
| Stany Zjednoczone | Złoto      |

## Notowania
| Notowanie (2009/2010)     | Najwyższa pozycja |
| ------------------------- | ----------------- |
| Kanada                    | 11                |
| Stany Zjednoczone         | 10                |
| Stany Zjednoczone Airplay | 5                 |
| Nowa Zelandia             | 11                |
| Australia                 | 12                |
| Wielka Brytania           | 15                |
| Portugalia                | 46                |
| Irlandia                  | 40                |
| Unia Europejska           | 129               |
| Świat                     | 15                |

## Historia wydania
| Region            | Data                 | Format           | Wytwórnia          |
| ----------------- | -------------------- | ---------------- | ------------------ |
| Stany Zjednoczone | 20 października 2009 | Airplay          | Cash Money Records |
| Stany Zjednoczone | 3 listopada 2009     | Digital download | Cash Money Records |
| Kanada            | 3 listopada 2009     | Digital download | Universal Republic |
| Wielka Brytania   | 22 lutego 2010       | Digital download | Jayded Records     |